# Dom Adadurowa w Mińsku

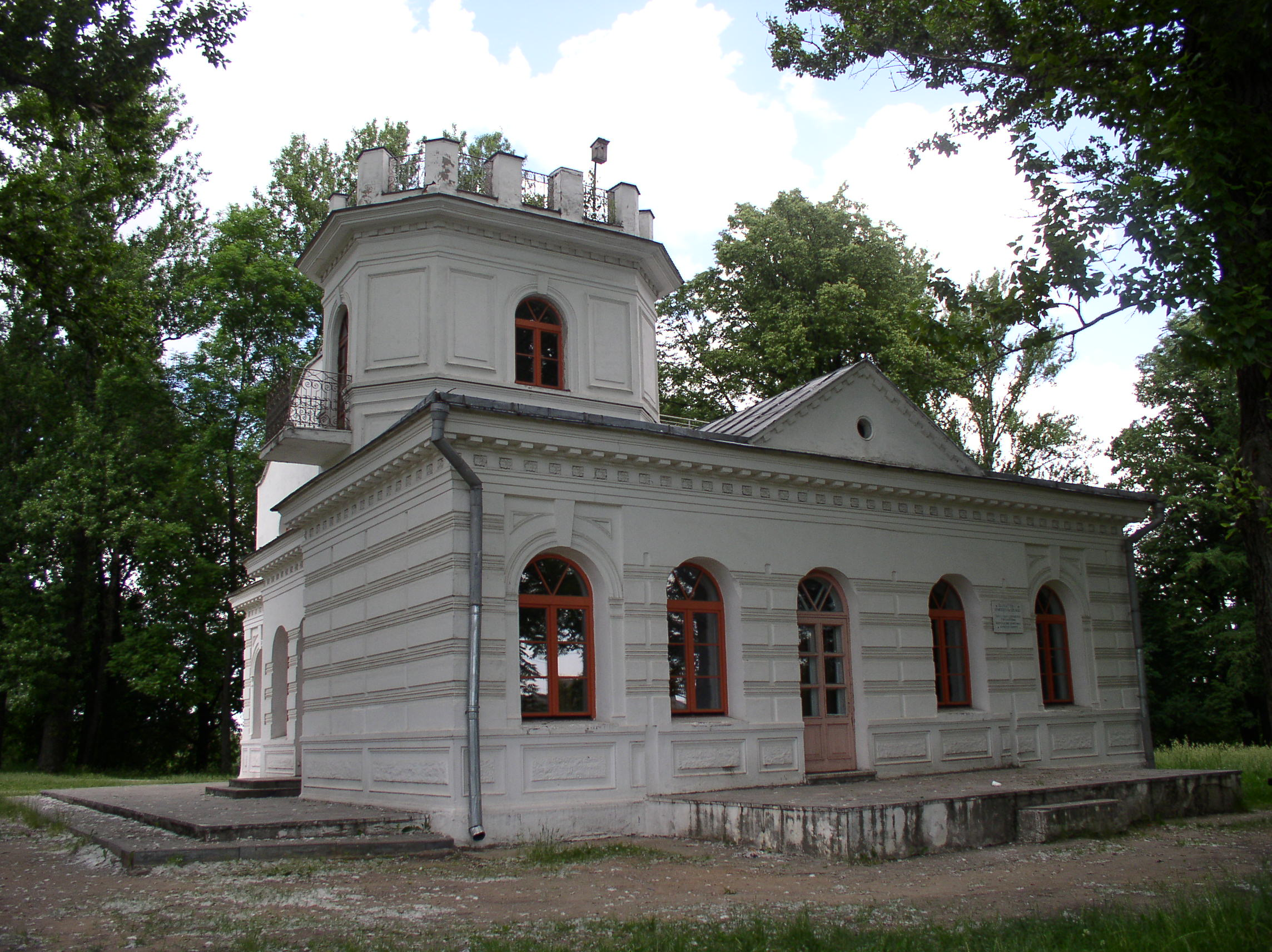
Współczesne zdjęcie budynku.

Dom Adadurowa w Mińsku (biał. Мінская гарадская сядзіба, Biała dacza, Белая дача) – neoklasycystyczny budynek z końca XIX wieku będący w posiadaniu P. Adadurowa znajdujący się przy obecnej ul. Kazinca 76.
Jednopiętrowy domek został zbudowany w stylu neoklasycyzmu pod koniec XIX wieku na obrzeżach miasta, obecnie znajduje się w niewielkim parku przy ul. Kazinca 76. Od 1990 roku w gmachu mieściło się Centrum Folkloru Białoruskiego.